# Eric Butorac
Eric Butorac (Rochester, 22 mei 1981) is een tennisser uit de Verenigde Staten die als prof sinds 2003 actief is. Butorac is afkomstig van het Amerikaanse Collegetennis. Hij speelde ook een jaar clubtennis in Frankrijk. Op de ATP-tour kwam hij tot nu toe enkel uit in dubbelspeltoernooien. Na het Australian Open van 2007 vormde hij een team met de Schot Jamie Murray en dat bleek een goede keuze: het paar schreef meteen drie ATP-titels op hun naam. Maar na tegenvallende resultaten in de tweede helft van het seizoen 2007 besloten Butorac en Murray een voorlopig einde te maken aan hun samenwerking.

## Carrière

### Dubbelspel
Eric Butorac maakte naam in het profcircuit als dubbelspeler. Na de Australian Open van 2007 vroeg hij de linkshandige Schot Jamie Murray als partner. Ze wonnen meteen de Challenger in Dallas, waarna ze ook op de ATP-toernooien van San José en Memphis met de titel gingen lopen. Na een teleurstellend gravelseizoen pikten Butorac en Murray de draad weer op tijdens de grastoernooien van Queen’s (kwartfinale) en Nottingham, waar ze hun derde titel van het jaar veroverden.

## Palmares

### Dubbelspel
| Nr.                                       | Datum             | Toernooi             | Ondergrond    | Partner            | Tegenstanders in finale                 | Score               |         |
| ----------------------------------------- | ----------------- | -------------------- | ------------- | ------------------ | --------------------------------------- | ------------------- | ------- |
| gewonnen finales heren dubbel             |                   |                      |               |                    |                                         |                     |         |
| 1.                                        | 18 februari 2007  | ATP San José         | Hardcourt (i) | Jamie Murray       | Chris Haggard Rainer Schüttler          | 7-5, 7-6(6)         | details |
| 2.                                        | 25 februari 2007  | ATP Memphis (1)      | Hardcourt (i) | Jamie Murray       | Julian Knowle Jürgen Melzer             | 7-5, 6-3            | details |
| 3.                                        | 24 juni 2007      | ATP Nottingham       | Gras          | Jamie Murray       | Josh Goodall Ross Hutchins              | 4-6, 6-3, [10-5]    | details |
| 4.                                        | 10 augustus 2008  | ATP Los Angeles      | Hardcourt     | Rohan Bopanna      | Travis Parrott Dusan Vemic              | 7-6(5), 7-6(5)      | details |
| 5.                                        | 11 januari 2009   | ATP Chennai          | Hardcourt     | Rajeev Ram         | Jean-Claude Scherrer Stanislas Wawrinka | 6-3, 6-4            | details |
| 6.                                        | 10 mei 2009       | ATP Estoril (1)      | Gravel        | Scott Lipsky       | Martin Damm Robert Lindstedt            | 6-3, 6-2            | details |
| 7.                                        | 4 oktober 2009    | ATP Bangkok          | Hardcourt (i) | Rajeev Ram         | Guillermo García López Mischa Zverev    | 7-6(4), 6-3         | details |
| 8.                                        | 10 oktober 2010   | ATP Tokio            | Hardcourt     | Jean-Julien Rojer  | Andreas Seppi Dmitri Toersoenov         | 6-3, 6-2            | details |
| 9.                                        | 24 oktober 2010   | ATP Stockholm (1)    | Hardcourt (i) | Jean-Julien Rojer  | Johan Brunström Jarkko Nieminen         | 6-3, 6-4            | details |
| 10.                                       | 1 mei 2011        | ATP Estoril (2)      | Gravel        | Jean-Julien Rojer  | Marc López David Marrero                | 6-3, 6-4            | details |
| 11.                                       | 21 mei 2011       | ATP Nice             | Gravel        | Jean-Julien Rojer  | Santiago González David Marrero         | 6-3, 6-4            | details |
| 12.                                       | 2 oktober 2011    | ATP Kuala Lumpur (1) | Hardcourt (i) | Jean-Julien Rojer  | František Čermák Filip Polášek          | 6-1, 6-3            | details |
| 13.                                       | 19 februari 2012  | ATP São Paulo        | Gravel        | Bruno Soares       | Michal Mertiňák André Sá                | 3-6, 6-4, [10-8]    | details |
| 14.                                       | 29 september 2013 | ATP Kuala Lumpur (2) | Hardcourt (i) | Raven Klaasen      | Pablo Cuevas Horacio Zeballos           | 6-2, 6-4            | details |
| 15.                                       | 16 februari 2014  | ATP Memphis (2)      | Hardcourt (i) | Raven Klaasen      | Bob Bryan Mike Bryan                    | 6-4, 6-4            | details |
| 16.                                       | 19 oktober 2014   | ATP Stockholm (2)    | Hardcourt (i) | Raven Klaasen      | Treat Huey Jack Sock                    | 6-4, 6-3            | details |
| 17.                                       | 1 november 2015   | ATP Valencia         | Hardcourt (i) | Scott Lipsky       | Feliciano López Maks Mirni              | 7-6(4), 6-3         | details |
| 18.                                       | 1 mei 2016        | ATP Estoril (3)      | Gravel        | Scott Lipsky       | Łukasz Kubot Marcin Matkowski           | 6-4, 3-6, [10-8]    | details |
| verloren finales heren dubbel             |                   |                      |               |                    |                                         |                     |         |
| 1.                                        | 30 juli 2006      | ATP Los Angeles      | Hardcourt     | Jamie Murray       | Bob Bryan Mike Bryan                    | 2-6, 4-6            | details |
| 2.                                        | 9 mei 2010        | ATP München          | Gravel        | Michael Kohlmann   | Oliver Marach Santiago Ventura          | 7-5, 3-6, [14-16]   | details |
| 3.                                        | 1 augustus 2010   | ATP Los Angeles      | Hardcourt     | Jean-Julien Rojer  | Bob Bryan Mike Bryan                    | 7-6(6), 2-6, [7-10] | details |
| 4.                                        | 20 februari 2011  | ATP Memphis          | Hardcourt (i) | Jean-Julien Rojer  | Maks Mirni Daniel Nestor                | 2-6, 7-6(6), [3-10] | details |
| 5.                                        | 6 november 2011   | ATP Valencia         | Hardcourt (i) | Jean-Julien Rojer  | Bob Bryan Mike Bryan                    | 4-6, 6-7(9)         | details |
| 6.                                        | 30 september 2012 | ATP Bangkok          | Hardcourt (i) | Paul Hanley        | Lu Yen-hsun Danai Udomchoke             | 3-6, 4-6            | details |
| 7.                                        | 6 januari 2013    | ATP Brisbane         | Hardcourt     | Paul Hanley        | Marcelo Melo Tommy Robredo              | 6-4, 1-6, [5-10]    | details |
| 8.                                        | 5 mei 2013        | ATP München          | Gravel        | Marcos Baghdatis   | Jarkko Nieminen Dmitri Toersoenov       | 1-6, 4-6            | details |
| 9.                                        | 26 januari 2014   | Australian Open      | Hardcourt     | Raven Klaasen      | Łukasz Kubot Robert Lindstedt           | 3-6, 3-6            | details |
| 10.                                       | 30 augustus 2015  | ATP Winston-Salem    | Hardcourt     | Scott Lipsky       | Dominic Inglot Robert Lindstedt         | 2-6, 4-6            | details |
| 11.                                       | 16 januari 2016   | ATP Auckland         | Hardcourt     | Scott Lipsky       | Mate Pavić Michael Venus                | 5-7, 4-6            | details |
| gewonnen finales heren dubbel challengers |                   |                      |               |                    |                                         |                     |         |
| 1.                                        | 27 november 2005  | Luxemburg            | Hardcourt (i) | Chris Drake        | Robert Lindstedt Rogier Wassen          | 4-6, 6-3, 6-4       |         |
| 2.                                        | 30 april 2006     | Bogota               | Gravel (i)    | Chris Drake        | Ramón Delgado André Sá                  | walk-over           |         |
| 3.                                        | 6 augustus 2006   | Vancouver            | Hardcourt     | Travis Parrott     | Rik De Voest Glenn Welner               | 4-6, 6-3, 11-9      |         |
| 4.                                        | 12 november 2006  | Bratislava           | Hardcourt     | Travis Parrott     | Jordan Kerr Jamie Murray                | 7-5, 6-3            |         |
| 5.                                        | 11 februari 2007  | Dallas               | Hardcourt (i) | Jamie Murray       | Rajeev Ram Bobby Reynolds               | 6-4, 6-7(4), [10-7] |         |
| 6.                                        | 3 augustus 2008   | Vancouver            | Hardcourt     | Travis Parrott     | Rik De Voest Ashley Fisher              | 6-4, 7-6(3)         |         |
| 7.                                        | 22 maart 2009     | Sunrise              | Hardcourt     | Bobby Reynolds     | Jeff Coetzee Jordan Kerr                | 5-7, 6-4, [10-4]    |         |
| 8.                                        | 5 april 2009      | Jersey               | Hardcourt (i) | Travis Rettenmaier | Colin Fleming Ken Skupski               | 6-4, 6-3            |         |
| 9.                                        | 26 april 2009     | Tallahassee          | Hardcourt     | Scott Lipsky       | Colin Fleming Ken Skupski               | 6-1, 6-4            |         |
| 10.                                       | 7 juni 2009       | Nottingham           | Hardcourt     | Scott Lipsky       | Colin Fleming Ken Skupski               | 6-4, 6-4            |         |
| 11.                                       | 18 oktober 2009   | Rennes               | Hardcourt (i) | Lovro Zovko        | Kevin Anderson Dominik Hrbatý           | 6-4, 3-6, [10-6]    |         |

## Resultaten grote toernooien
| Legenda | Legenda                          |
| ------- | -------------------------------- |
| g.t.    | geen toernooi gehouden           |
| l.c.    | lagere categorie                 |
| –       | niet deelgenomen                 |
| G       | uitgeschakeld in de groepsfase   |
| 1R      | uitgeschakeld in de eerste ronde |
| 2R      | uitgeschakeld in de tweede ronde |
| 3R      | uitgeschakeld in de derde ronde  |
| 4R      | uitgeschakeld in de vierde ronde |
| KF      | uitgeschakeld in de kwartfinale  |
| HF      | uitgeschakeld in de halve finale |
| F       | de finale verloren               |
| W       | het toernooi gewonnen            |
| w-v     | winst/verlies-balans             |

### Enkelspel
Butorac speelde nog geen grandslamtoernooi in het enkelspel.

### Mannendubbelspel
| Grandslamtoernooien   |       |       |               |               |               |       |               |               |               |       |         |
| Australian Open       | 2R    | 3R    | 1R            | KF            | HF            | KF    | 3R            | F             | 3R            | 2R    | 23-10   |
| Roland Garros         | 1R    | 1R    | 1R            | 1R            | 1R            | 3R    | 2R            | 2R            | 1R            | 3R    | 6-10    |
| Wimbledon             | 3R    | 2R    | 2R            | 1R            | 2R            | 2R    | 1R            | 3R            | 2R            | –     | 9-9     |
| US Open               | 2R    | 1R    | 1R            | 1R            | 2R            | 2R    | 2R            | KF            | 3R            | 1R    | 9-9     |
| Winst-verlies         | 4-4   | 3-4   | 1-4           | 3-4           | 6-4           | 7-4   | 4-4           | 11-4          | 5-4           | 3-2   | 47-38   |
| Tennis Masters Cup    |       |       |               |               |               |       |               |               |               |       |         |
| ATP World Tour Finals | –     | –     | –             | –             | –             | –     | –             | –             | –             |       | 16-14   |
| ATP Masters 1000      |       |       |               |               |               |       |               |               |               |       |         |
| Indian Wells          | 2R    | 2R    | –             | 1R            | 1R            | 1R    | –             | 1R            | –             | –     | 2-6     |
| Miami                 | 1R    | 1R    | –             | 2R            | 1R            | 1R    | 1R            | 2R            | 1R            | 1R    | 2-9     |
| Monte Carlo           | 1R    | –     | –             | 2R            | 2R            | 1R    | –             | 1R            | –             | –     | 2-5     |
| Madrid                | 1R    | –     | –             | –             | –             | –     | –             | 2R            | –             | –     | 0-2     |
| Hamburg               | –     | –     | l.c.          | l.c.          | l.c.          | l.c.  | l.c.          | l.c.          | l.c.          | l.c.  | 0-0     |
| Rome                  | –     | –     | –             | –             | 1R            | –     | –             | –             | –             | –     | 0-1     |
| Montréal/Toronto      | –     | –     | –             | 1R            | 2R            | 1R    | –             | 1R            | –             |       | 0-4     |
| Cincinnati            | 1R    | –     | –             | –             | 2R            | 1R    | –             | 2R            | 1R            |       | 2-5     |
| Shanghai              | l.c.  | l.c.  | –             | –             | 2R            | KF    | –             | 2R            | –             |       | 4-3     |
| Parijs                | 2R    | –     | –             | –             | 2R            | –     | 2R            | KF            | 1R            |       | 5-5     |
| Olympische Spelen     |       |       |               |               |               |       |               |               |               |       |         |
| Olympische Spelen     | gt    | –     | geen toernooi | geen toernooi | geen toernooi | –     | geen toernooi | geen toernooi | geen toernooi |       | 0-0     |
| Statistieken          |       |       |               |               |               |       |               |               |               |       |         |
| Totaal aantal titels  | 3     | 1     | 3             | 2             | 3             | 1     | 1             | 2             | 1             | 0     | 17      |
| Totaal winst-verlies  | 29-26 | 15-22 | 23-21         | 30-26         | 42-26         | 25-27 | 23-22         | 33-25         | 26-23         | 14-10 | 267-236 |
| Eindejaarsranking     | 33    | 67    | 38            | 36            | 20            | 41    | 47            | 20            | 45            |       |         |